# Bernard Maraval
Bernard Maraval est un footballeur français né le 30 septembre 1971 à Montpellier. Il évolue au poste de défenseur du début des années 1990 au début des années 2000. Formé au FC Sochaux, il fait l'essentiel de sa carrière dans ce club.

## Biographie
Bernard Maraval est formé à l'INF Clairefontaine au poste d'attaquant puis intègre en 1991 le centre de formation du FC Sochaux où il est repositionné au poste de défenseur,. Trop souvent blessé pour vraiment jouer, il doit mettre fin à sa carrière à seulement 31 ans en raison d'une coxarthrose.
Après avoir mis fin à sa carrière de joueur, il passe un master en marketing et management du sport professionnel à l'université de Rouen. Jean-Claude Plessis lui propose de retrouver le FC Sochaux et de succéder à Edgar Despert au recrutement en 2002.
Coordinateur du recrutement des jeunes sous la tutelle du directeur du centre de formation Jean-Luc Ruty jusqu'en 2012, il devient par la suite responsable du recrutement des professionnels. 
Fin 2009, il devient président de l'association des anciens du Football Club de Sochaux-Montbéliard.
Novembre 2015, Bernard Maraval est démis de son poste de responsable de la cellule de recrutement et licencié de la SASP FC Sochaux-Montbéliard .
Avril 2016, il rejoint la cellule de recrutement du Stade Malherbe de Caen .

## Carrière de joueur
- 1991-1994 : FC Sochaux (D1)
- 1994-1995 : SC Bastia (D1)
- 1995-2002 : FC Sochaux (D1 & D2)[6]

## Statistiques
- 53 matchs et 2 buts en Division 1
- 120 matchs et 11 buts en Division 2